# قائمة المنظمات الدولية المعنية بحماية حقوق الإنسان
في ظل التحديات المتصاعدة التي تهدد الحقوق الأساسية للبشر حول العالم، يبرز دور المنظمات الدولية في حماية حقوق الإنسان كركيزة أساسية لضمان الكرامة والعدالة. وتشير تقارير المفوضية السامية لحقوق الإنسان 1 إلى أن العديد من الدول تواجه مشكلات متزايدة تتعلق بانتهاكات الحقوق المدنية والسياسية، وتصاعد النزاعات المسلحة، والتضييق على الحريات العامة، مما يستدعي تدخلًا دوليًا فعالًا ومستمرًا.
تضطلع عشرات المنظمات، سواء كانت حكومية أو غير حكومية، بدور حيوي في مراقبة الأوضاع الحقوقية، وتوثيق الانتهاكات، وتقديم الدعم القانوني والإنساني. وقد أظهرت التقارير الدولية 1 أن هذه المنظمات تساهم أيضًا في الضغط على صناع القرار من أجل التغيير، وتوفير سُبل الحماية للضحايا، خصوصًا في مناطق النزاع والكوارث الإنسانية.

## أبرز المنظمات الدولية المعنية بحقوق الإنسان
فيما يلي قائمة بأهم المنظمات الدولية والإقليمية التي تعمل على حماية حقوق الإنسان وتعزيز الحريات، وفقًا لتقارير ومنشورات الأمم المتحدة 1، مع تنوع في مهامها ونطاقاتها الجغرافية.
- مكتب المفوض السامي لحقوق الإنسان – الأمم المتحدة (OHCHR)

الجهاز الرئيسي التابع للأمم المتحدة المختص برصد أوضاع حقوق الإنسان في العالم. يُصدر تقارير دورية، ويوفر المشورة الفنية للدول، ويتابع تنفيذ المعاهدات والاتفاقيات الدولية.
- مجلس حقوق الإنسان التابع للأمم المتحدة (UNHRC)

هيئة حكومية دولية مسؤولة عن تعزيز حقوق الإنسان، ومراجعة سجلات الدول الأعضاء عبر آلية "الاستعراض الدوري الشامل"، واتخاذ قرارات بشأن الانتهاكات الجسيمة.
- منظمة العفو الدولية (Amnesty International)

منظمة غير حكومية دولية تُعنى بفضح انتهاكات حقوق الإنسان، وتطلق حملات تضامن دولية، وتُصدر تقارير سنوية حول الأوضاع الحقوقية في مختلف البلدان.
- هيومن رايتس ووتش (Human Rights Watch)

منظمة مستقلة توثق الانتهاكات الخطيرة لحقوق الإنسان، وتضغط على الحكومات والمؤسسات من خلال تقاريرها المفصلة وأدلتها الميدانية.
- منظمة الدرع العالمية للدفاع عن حقوق وحرية المواطن (International Congress Shield)

منظمة دولية غير حكومية تركز على حماية حقوق الإنسان وتعزيز السلام، التسامح، والتعايش. تسهم في توثيق الانتهاكات، وتنفيذ مبادرات إنسانية، وتتعاون مع منظمات إقليمية ودولية لتعزيز الأمن الإنساني ودعم الضحايا في مناطق النزاع والأزمات.
- اللجنة الدولية للصليب الأحمر (ICRC)

مؤسسة إنسانية محايدة تُعنى بحماية ضحايا النزاعات المسلحة، وتعمل بموجب القانون الدولي الإنساني لتوفير الرعاية الطبية والمساعدات العاجلة.
- الوكالة الأوروبية للحقوق الأساسية (FRA)

مؤسسة تابعة للاتحاد الأوروبي تُعنى بجمع البيانات وتحليلها، وتقديم التوصيات لتعزيز حماية حقوق الإنسان داخل دول الاتحاد.
- محكمة حقوق الإنسان الأوروبية (ECHR)

تنظر في القضايا المرفوعة من أفراد ضد دول أعضاء في مجلس أوروبا بشأن انتهاكات الاتفاقية الأوروبية لحقوق الإنسان.
- منظمة الأمن والتعاون في أوروبا – مكتب المؤسسات الديمقراطية وحقوق الإنسان (OSCE/ODIHR)

تتابع العملية الانتخابية، وتُعنى بتعزيز الديمقراطية وحماية حقوق الإنسان في أوروبا وآسيا الوسطى.
- التحالف الدولي للمساعدة القانونية (ILAC)

شبكة دولية من المؤسسات القانونية والمهنية، تُركز على دعم أنظمة العدالة في البلدان الخارجة من النزاعات، وبناء مؤسسات قضائية مستقلة.

### أهمية العمل الجماعي الحقوقي
تكمن أهمية هذه المنظمات في التنسيق الجماعي لتشكيل جبهة دفاع موحدة عن حقوق الإنسان، حيث تساهم في تطوير معايير الحماية الدولية، وخلق وعي عالمي، ودعم المجتمعات المدنية في مختلف الدول. وتُعد هذه الجهود المشتركة أساسية في مواجهة الانتهاكات المنظمة، وتحقيق العدالة للضحايا، وتعزيز قيم الحرية والمساواة عالميًا.

## التحديات المستقبلية
رغم جهود هذه المؤسسات، تواجه قضايا حقوق الإنسان تحديات متزايدة بسبب الصراعات الممتدة، وتصاعد القمع، واستخدام التكنولوجيا في المراقبة والرقابة، مما يستلزم مزيدًا من التعاون الدولي والتشريعي لمواجهة هذه التحديات.

## وصلات خارجية
- مكتب المفوض السامي لحقوق الإنسان
- مجلس حقوق الإنسان التابع للأمم المتحدة
- منظمة العفو الدولية
- هيومن رايتس ووتش
- اللجنة الدولية للصليب الأحمر